# Vladimir Ovchinnikov

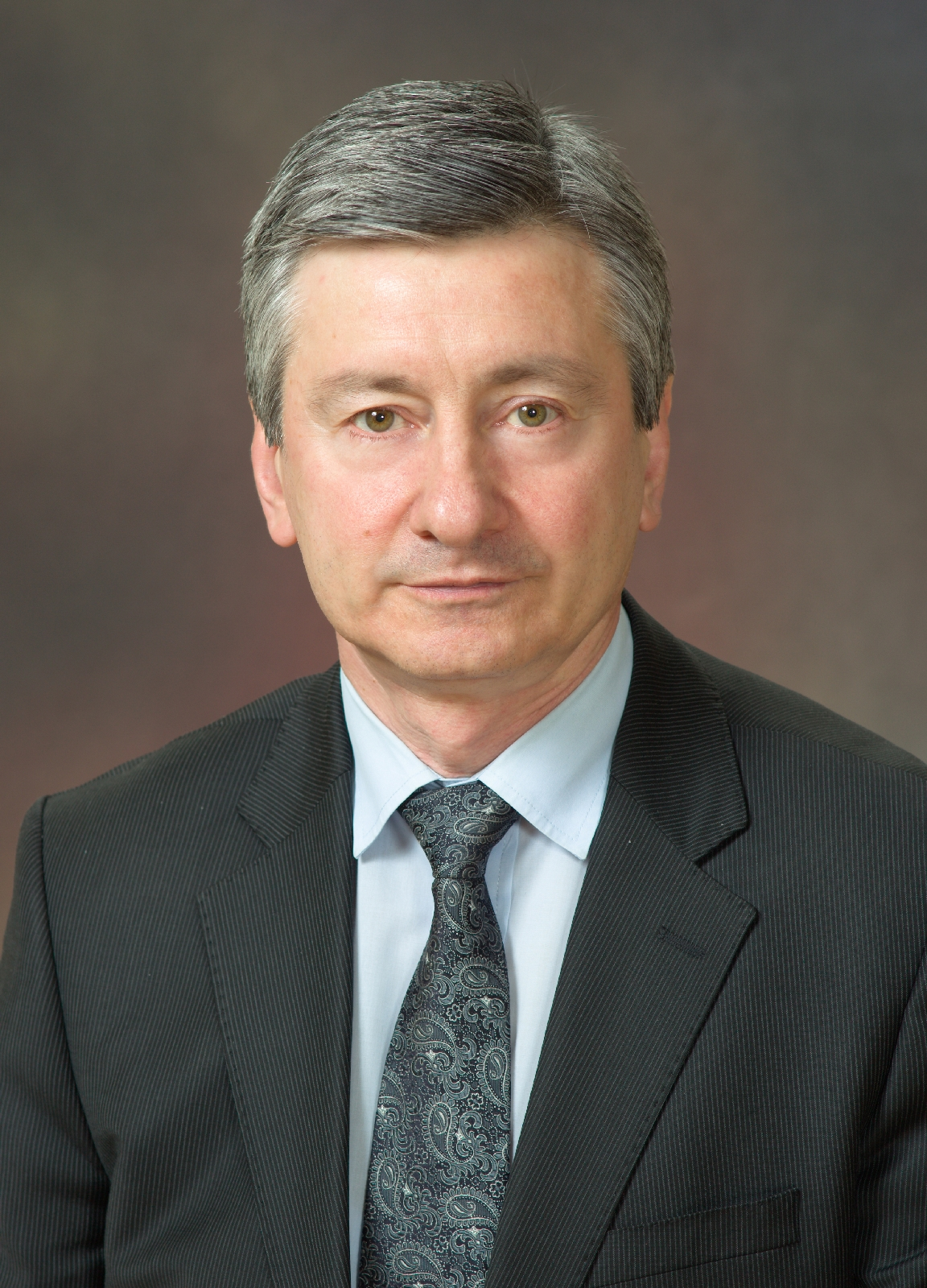
Foto de Vladimir Ovchinnikov.

Vladimir Ovchinnikov (2 de janeiro de 1958) é um pianista russo.
Estudou no Conservatório de Moscou, onde foi aluno de Alexei Nasedkin.Em 1980, obteve o segundo lugar na Montreal International Music Competition.Em 1982, juntamente com Peter Donohoe, partilhou o segundo lugar na International Tchaikovsky Competition.Em 1987, obteve o primeiro lugar na Leeds International Pianoforte Competition.Em 2005, recebeu o prêmio Artista Nacional da Rússia.Atualmente, é professor de piano no Conservatório de Moscou.
Suas gravações incluem o ciclo das sonatas de Prokofiev,os Études-tableaux de Rachmaninoff,os 12 Études d´exècution transcedante de Liszt,Quadros de uma Exposição,de Mussorgsky e o Concerto nº1 de Shostakovich.